# Henri Milne-Edwards
Henri Milne-Edwards (n. 23 octombrie 1800, Brugge, Franța – d. 29 iulie 1885, Paris, Franța) a fost un eminent zoolog francez.

## Biografie
Henri Milne-Edwards a fost cel de-al 27-lea copil al lui William Edwards, un plantator englez și colonel al miliției din Jamaica și al Elisabethei Vaux, o franțuzoaică. Henri s-a născut la Bruges, în Belgia actuală, unde părinții lui s-au retras; Bruges era atunci o parte a nou-născutului Republicii Franceze. Tatăl său fusese închis de câțiva ani pentru că a ajutat unii englezi să fugă în țara lor. Henri și-a petrecut cea mai mare parte a vieții în Franța. El a fost crescut la Paris de fratele său mai mare Guillaume Frederic Edwards (1777-1842), un distins fiziolog și etnolog. Tatăl său a fost eliberat după căderea lui Napoleon. Întreaga familie s-a mutat apoi la Paris. Pasiunea sa pentru istoria naturală a dominat curând și a renunțat la studiul formelor inferioare ale vieții animale. A devenit student al lui Georges Cuvier și s-a împrietenit cu Jean Victoire Audouin. S-a căsătorit cu Laura Trézel. Au avut nouă copii, inclusiv biologul Alphonse Milne-Edwards.